# Coppa del Mondo juniores di slittino 2014
La Coppa del Mondo juniores di slittino 2013/14, ventunesima edizione della manifestazione organizzata dalla Federazione Internazionale Slittino, è iniziata il 29 novembre 2013 ad Altenberg, in Germania e si è conclusa il 25 gennaio 2014 ad Oberhof, sempre in Germania. Si sono disputate ventitré gare: sei nel singolo uomini, nel singolo donne e nel doppio e cinque nella gara a squadre in sei differenti località. La tappa di Sigulda ha assegnato anche il titolo europeo di categoria.
L'appuntamento clou della stagione sono stati i campionati mondiali juniores 2014 disputatisi sulla pista olimpica di Igls, in Austria, competizione non valida ai fini della Coppa del Mondo

## Risultati

### Singolo uomini
| Data             | Località             | Nazione  | Primo classificato        | Secondo classificato      | Terzo classificato       |
| ---------------- | -------------------- | -------- | ------------------------- | ------------------------- | ------------------------ |
| 30 novembre 2013 | Altenberg            | Germania | Toni Gräfe Germania       | Roman Repilov Russia      | Christian Paffe Germania |
| 7 dicembre 2013  | Winterberg           | Germania | Riks Rozītis Lettonia     | Toni Gräfe Germania       | Christian Paffe Germania |
| 15 dicembre 2013 | Lillehammer          | Norvegia | Aleksandr Stepičev Russia | Armin Frauscher Austria   | David Gleirscher Austria |
| 6 dicembre 2013  | Sigulda              | Lettonia | Armin Frauscher Austria   | Aleksandr Stepičev Russia | Riks Rozītis Lettonia    |
| 19 gennaio 2014  | Schönau am Königssee | Germania | Armin Frauscher Austria   | Toni Gräfe Germania       | Roman Repilov Russia     |
| 25 gennaio 2014  | Oberhof              | Germania | Armin Frauscher Austria   | Toni Gräfe Germania       | Tucker West Stati Uniti  |

### Singolo donne
| Data             | Località             | Nazione  | Primo classificato              | Secondo classificato      | Terzo classificato              |
| ---------------- | -------------------- | -------- | ------------------------------- | ------------------------- | ------------------------------- |
| 30 novembre 2013 | Altenberg            | Germania | Angelique Fleischer Germania    | Viktorija Demčenko Russia | Jessica Tiebel Germania         |
| 7 dicembre 2013  | Winterberg           | Germania | Angelique Fleischer Germania    | Jessica Tiebel Germania   | Julia Taubitz Germania          |
| 15 dicembre 2013 | Lillehammer          | Norvegia | Sandra Robatscher Italia        | Andrea Vötter Italia      | Ekaterina Katnikova Russia      |
| 6 dicembre 2013  | Sigulda              | Lettonia | Angelique Fleischer Germania    | Viktorija Demčenko Russia | Ekaterina Katnikova Russia      |
| 19 gennaio 2014  | Schönau am Königssee | Germania | Carolin von Schleinitz Germania | Julia Taubitz Germania    | Viktorija Demčenko Russia       |
| 25 gennaio 2014  | Oberhof              | Germania | Angelique Fleischer Germania    | Julia Taubitz Germania    | Carolin von Schleinitz Germania |

### Doppio
| Data             | Località             | Nazione  | Primi classificati                        | Secondi classificati                       | Terzi classificati                       |
| ---------------- | -------------------- | -------- | ----------------------------------------- | ------------------------------------------ | ---------------------------------------- |
| 29 novembre 2013 | Altenberg            | Germania | Tim Brendel Florian Funk Germania         | Florian Gruber Simon Kainzwaldner Italia   | David Trojer Philip Knoll Austria        |
| 6 dicembre 2013  | Winterberg           | Germania | Florian Loeffler Manuel Stiebing Germania | Florian Gruber Simon Kainzwaldner Italia   | Evgenij Evdokimov Aleksej Grošev Russia  |
| 14 dicembre 2013 | Lillehammer          | Norvegia | Thomas Steu Lorenz Koller Austria         | Florian Gruber Simon Kainzwaldner Italia   | David Trojer Philip Knoll Austria        |
| 10 gennaio 2014  | Sigulda              | Lettonia | Tim Brendel Florian Funk Germania         | Florian Gruber Simon Kainzwaldner Italia   | David Trojer Philip Knoll Austria        |
| 18 gennaio 2014  | Schönau am Königssee | Germania | Tim Brendel Florian Funk Germania         | Stanislav Mal'cev Oleg Faschutdinov Russia | Florian Gruber Simon Kainzwaldner Italia |
| 24 gennaio 2014  | Oberhof              | Germania | Tim Brendel Florian Funk Germania         | Florian Gruber Simon Kainzwaldner Italia   | Florian Löffler Manuel Stiebing Germania |

### Gara a squadre
| Data             | Località             | Nazione  | Primi classificati                                                    | Secondi classificati                                                               | Terzi classificati                                                              |
| ---------------- | -------------------- | -------- | --------------------------------------------------------------------- | ---------------------------------------------------------------------------------- | ------------------------------------------------------------------------------- |
| 7 dicembre 2013  | Winterberg           | Germania | Germania                                                              | Russia                                                                             | Austria                                                                         |
| 15 dicembre 2013 | Lillehammer          | Norvegia | Austria                                                               | Italia                                                                             | Russia                                                                          |
| 11 gennaio 2014  | Sigulda              | Lettonia | Germania                                                              | Lettonia                                                                           | Russia                                                                          |
| 19 gennaio 2014  | Schönau am Königssee | Germania | Germania Carolin von Schleinitz Toni Gräfe Tim Brendel / Florian Funk | Russia Viktorija Demčenko Aleksandr Stepičev Stanislav Mal'cev / Oleg Faschutdinov | Austria Katrin Heinzelmeier Armin Frauscher David Trojer / Philip Knoll         |
| 25 gennaio 2014  | Oberhof              | Germania | Germania Angelique Fleischer Toni Gräfe Tim Brendel / Florian Funk    | Stati Uniti Raychel Germaine Tucker West Justin Krewson / Tristan Jeskanen         | Lettonia Alise Mitkus Kristers Aparjods Kristens Putins / Kārlis Krišs Matuzels |

## Classifiche

### Singolo uomini
| Pos. | Nome                 | Nazione  | ALT | WIN | LIL | SIG | KÖN | OBE | Totale |
| ---- | -------------------- | -------- | --- | --- | --- | --- | --- | --- | ------ |
| 1    | Toni Gräfe           | Germania | 1   | 2   | -   | 4   | 2   | 2   | 415    |
| 2    | Armin Frauscher      | Austria  | -   | DNF | 2   | 1   | 1   | 1   | 385    |
| 3    | Aleksandr Stepičev   | Russia   | 7   | 6   | 1   | 2   | 6   | 6   | 381    |
| 4    | Riks Rozītis         | Lettonia | 6   | 1   | 5   | 3   | 8   | 7   | 363    |
| 5    | Roman Repilov        | Russia   | 2   | 7   | 4   | DSQ | 3   | 5   | 316    |
| 6    | Christian Paffe      | Germania | 3   | 3   | -   | 6   | 5   | 8   | 287    |
| 7    | Maximilian Jung      | Germania | 10  | 8   | -   | 7   | 4   | 9   | 223    |
| 8    | David Gleirscher     | Austria  | 15  | 4   | 3   | 11  | DNF | 12  | 222    |
| 9    | Sebastian Bley       | Germania | 5   | 5   | -   | 10  | DNF | 4   | 206    |
| 10   | Aleksandr Gorbacevič | Russia   | 11  | 11  | 7   | 5   | DNF | 14  | 197    |

### Singolo donne
| Pos. | Nome                   | Nazione  | ALT | WIN | LIL | SIG | KÖN | OBE | Totale |
| ---- | ---------------------- | -------- | --- | --- | --- | --- | --- | --- | ------ |
| 1    | Angelique Fleischer    | Germania | 1   | 1   | -   | 1   | 4   | 1   | 460    |
| 2    | Jessica Tiebel         | Germania | 3   | 2   | -   | 5   | 10  | 2   | 331    |
| 3    | Ekaterina Katnikova    | Russia   | 6   | 10  | 3   | 3   | 7   | 5   | 327    |
| 4    | Julia Taubitz          | Germania | 4   | 3   | -   | 6   | 2   | 8   | 307    |
| 5    | Viktorija Demčenko     | Russia   | 2   | -   | -   | 2   | 3   | 4   | 300    |
| 6    | Carolin von Schleinitz | Germania | 7   | 5   | -   | -   | 1   | 3   | 271    |
| 7    | Saskia Langer          | Germania | 5   | 4   | -   | 7   | 6   | 6   | 261    |
| 8    | Katrin Heinzelmaier    | Austria  | 14  | 6   | 8   | 16  | 5   | 7   | 246    |
| 9    | Lilija Burmistrova     | Russia   | 16  | 11  | 6   | 8   | DNF | 9   | 190    |
| 10   | Julija Šujakova        | Russia   | 13  | 12  | 5   | 13  | DNF | 14  | 175    |

### Doppio
| Pos. | Nome                                  | Nazione    | ALT | WIN | LIL | SIG | KÖN | OBE | Totale |
| ---- | ------------------------------------- | ---------- | --- | --- | --- | --- | --- | --- | ------ |
| 1    | Florian Gruber Simon Kainzwaldner     | Italia     | 2   | 2   | 2   | 4   | 3   | 2   | 470    |
| 2    | Tim Brendel Florian Funk              | Germania   | 1   | 4   | -   | 1   | 1   | 1   | 460    |
| 3    | Stanislav Mal'cev Oleg Faschutdinov   | Russia     | 5   | 7   | 4   | 6   | 2   | 4   | 356    |
| 4    | David Trojer Philip Knoll             | Austria    | 3   | 9   | 3   | 3   | 6   | 8   | 341    |
| 5    | Florian Loeffler Manuel Stiebing      | Germania   | 8   | 1   | -   | 5   | 7   | 3   | 313    |
| 6    | Thomas Steu Lorenz Koller             | Austria    | -   | 6   | 1   | 2   | DNF | 5   | 290    |
| 7    | Jakub Šimoňák Patrik Tomaško          | Slovacchia | 6   | 8   | 6   | 13  | 8   | 13  | 244    |
| 8    | Kristens Putins Kārlis Matuzels       | Lettonia   | 9   | 11  | 5   | 12  | 10  | 7   | 242    |
| 9    | Evgenij Evdokimov Aleksej Grošev      | Russia     | 7   | 3   | -   | 7   | 5   | -   | 217    |
| 10   | Wojciech Chmielewski Mateusz Zakowicz | Polonia    | 10  | 5   | -   | 9   | 9   | 9   | 208    |

### Gara a squadre
| Pos. | Nome        | WIN | LIL | SIG | KÖN | OBE | Totale |
| ---- | ----------- | --- | --- | --- | --- | --- | ------ |
| 1    | Germania    | 1   | -   | 1   | 1   | 1   | 400    |
| 2    | Russia      | 2   | 3   | 3   | 2   | DNF | 310    |
| 3    | Austria     | 3   | 1   | DNF | 3   | 6   | 290    |
| 4    | Ucraina     | 6   | 5   | 4   | 4   | 8   | 267    |
| 5    | Lettonia    | 4   | DNF | 2   | 6   | 3   | 265    |
| 6    | Slovacchia  | DNF | 4   | 6   | DNF | 5   | 165    |
| 7    | Italia      | DNF | 2   | -   | -   | 4   | 145    |
| 8    | Romania     | -   | -   | 8   | 5   | 7   | 143    |
| 9    | Stati Uniti | -   | -   | 5   | -   | 2   | 140    |
| 10   | Polonia     | 5   | -   | 7   | -   | DNF | 101    |